# 新温泉町立温泉小学校
新温泉町立温泉小学校（しんおんせんちょうりつ おんせんしょうがっこう）は、兵庫県美方郡新温泉町湯にある公立小学校。

## 概要
- 2010年（平成22年）に町内の旧温泉・春来・熊谷の3小学校を統合して開校し、統合校舎は旧温泉小学校校舎とし、旧温泉小は名目上同年閉校となった。2008年まで昭和30年代に建設が流行し、ユニークな形状の円形校舎が現存した[1]。

## 沿革

### 統合前
- 1875年（明治8年）1月20日 - 公立小学校湯村学校創立。
- 1882年（明治15年）4月1日 - 村立湯村小学校と改称。
- 1887年（明治20年）4月1日 - 村立神谿簡易小学校と改称。
- 1892年（明治25年）4月1日 - 村立神谿尋常小学校と改称。
- 1893年（明治26年）1月20日 - 村立温泉尋常小学校と改称。
- 1897年（明治30年）4月1日 - 村立温泉尋常高等小学校と改称。
- 1941年（昭和16年）4月1日 - 国民学校令により温泉町立温泉国民学校と改称。
- 1947年（昭和22年）4月1日 - 学制改革により温泉町立温泉小学校と改称。
- 1957年（昭和32年）5月7日 - 鉄筋円形校舎竣工。
- 2005年（平成17年）10月1日 - 美方郡温泉町と浜坂町が合併し新温泉町発足に伴い、新温泉町立温泉小学校と改称。
- 2008年（平成20年）2月6日 - 新校舎竣工。
- 2010年（平成22年）3月31日 - 春来小学校と熊谷小学校との統合により閉校。

### 統合後
- 2010年（平成22年）4月1日 - 春来小学校と熊谷小学校と温泉小学校（旧）を統合し、温泉小学校（新）が開校。
- 2012年（平成24年）4月1日 - 八田小学校と奥八田小学校を統合。

## 通学区域
温泉・春来・熊谷地区
- 春来、湯、歌長、数久谷、金屋、井土、細田、竹田、熊谷、伊角。

八田地区
- あさひが丘、千原、鐘尾、千谷、宮脇、内山、越坂

奥八田地区
- 海上、前、石橋、田中、岸田、青下、霧滝

## 進学先中学校
- 新温泉町立夢が丘中学校

## 交通アクセス
- JR山陰本線浜坂駅より夢つばめバス浜坂温泉線・湯村温泉行き「役場前」下車。

## 通学区域が隣接している学校
- 新温泉町立浜坂西小学校
- 新温泉町立浜坂南小学校
- 新温泉町立浜坂東小学校
- 香美町立射添小学校
- 新温泉町立照来小学校
- 香美町立小代小学校

以下は鳥取県。
- 若桜町立若桜学園
- 鳥取市立国府東小学校
- 岩美町立岩美南小学校